# Louis Joseph Demaison-Henriot
Pour les articles homonymes, voir Demaison et Henriot.
Louis Joseph Demaison-Henriot, né à Charleville dans les Ardennes le 4 janvier 1796, mort à Charleville le 23 août 1856.

## Biographie
Il fut maire de Reims de 1837 à 1838.
Négociant, il fut juge au tribunal de commerce de Reims et fut président du Conseil d’arrondissement du département de la Marne[Quoi ?].
Il épousa à Reims, en 1821, Sophie Henriot.